# Boginja: kak ja poljubila
Boginja: kak ja poljubila (russisk: Богиня: Как я полюбила, da.: Gudinde: Hvordan jeg blev forelsket) er en russisk spillefilm fra 2004 instrueret af Renata Litvinova.

## Medvirkende
- Renata Litvinova — Faina
- Konstantin Murzenko — Jegorov
- Maksim Sukhanov
- Dmitrij Uljanov — Nikolaj
- Andrej Krasko — Pavel
- Svetlana Svetlitjnaja - spøgelse
- Konstantin Khabenskij -  Polosuev